# Phoxophrys tuberculata
Phoxophrys tuberculata là một loài thằn lằn trong họ Agamidae. Loài này được Hubrecht mô tả khoa học đầu tiên năm 1881.